# 临桂蚁蛛
临桂蚁蛛（学名：Myrmarachne linguiensis）为跳蛛科蚁蛛属的动物。在中国大陆，分布于广西等地。该物种的模式产地在广西临桂。